# Raedwald
Raedwald (zm. między 616 a 627) – władający w VII wieku król Anglii Wschodniej, anglosaskiego państwa, którego ziemie zajmują teren dzisiejszych angielskich hrabstw Norfolk i Suffolk. Syn Tytili i członek dynastii Wuffingów. Władał od ok. 593 lub 600 roku, aż do śmierci. Od około 616 roku był najpotężniejszym władcą angielskim na południe od rzeki Humber – w rezultacie akcji militarnej udało mu się posadzić na tronie Nortumbrii przychylnego sobie władcę. Według Bedy był czwartym władcą utrzymującym imperium nad południowymi królestwami anglosaskimi. „Kronika anglosaska” określa go mianem bretwalda (st. ang. „władca Brytanii” lub „szeroki władca”).
Raedwald był także pierwszym królem Anglów Wschodnich, który przeszedł na chrześcijaństwo. Przyjmując chrzest pomógł w przetrwaniu tej religii podczas apostazji innych anglosaskich państw – Esseksu oraz Kentu.
Przez historyków uważany za osobę pochowaną w statku-grobowcu wykopanym w Sutton Hoo.

## Źródła pisane
Raedwald jest pierwszym królem Anglów Wschodnich, o którym wiemy coś więcej poza imieniem, chociaż nie znamy szczegółów jego życia przed wstąpieniem na tron. Najwcześniejszym źródłem jest „Historia ecclesiastica gentis Anglorum” („Historia kościelna narodu angielskiego”) Bedy Czcigodnego, która plasuje jego panowanie między przybyciem do Kentu Augustyna w 597, a ślubem i chrztem Edwina z Nortumbrii między rokiem 625 a 626. Jest także wspominany w życiorysie Grzegorza I, pisanego przez członka religijnej społeczności z Whitby.

## Państwa ościenne

Anglowie ok. 600 roku

Królestwo Anglów Wschodnich

W czasach młodości przyszłego króla nastąpił proces ustanawiania innych dynastii. Aethelbert I z Kentu, rządzący w latach ok. 560–616 zaślubił Bertę, chrześcijańską córkę Frankijskiego władcy Chariberta I. Ceawlin z Wesseksu, najsilniejszy pan na południe od rzeki Humber, odpierał Aethelberta do roku 584, kiedy starł się z Brytami w Oxfordshire, a jego władza osłabła. W Mercji, pół-historyczny Creoda, spadkobierca Icela, zawiązywał potęgę swojej rodziny.
Na północ od rzeki Humber dynastiami poszczycić mogły się dwa rywalizujące królestwa – Bernicja i Deira. Aella rządził drugim z państw do śmierci w 588 roku, pozostawiając po sobie córkę Achę, syna Edwina oraz kolejne, nieznane dziecko. Dynastii Bernickiej, sprzymierzonej poprzez więzy krwi z Wessex, udało się skazać Edwina na wygnanie na dwór Cadfana ap Iagi z Gwynedd. Poprzez kolejne wojny Aethelfrith z Bernicji skonsolidował Nortumbrię i ok. 604 roku dołączył do niej Deirę.

## Rodzina
Raedwald urodził się między rokiem 560 a 580. Według Bedy był potomkiem Wuffy, założyciela dynastii Wuffingów oraz starszym bratem Eniego. W latach 90. VI wieku poślubił pogankę nieznanego imienia i spłodził z nią przynajmniej dwóch synów – Raegenhere'a oraz Eorpwalda. Był także ojcem lub ojczymem dla Sigeberta, którego imię nie przypomina innych imion Wuffingów, natomiast jest typowym dla dynastii wschodnio-saskich. Sledda z Esseksu, władający w latach ok. 587–604 poślubił Riculę, siostrę Aethelberta z Kentu, popierającego sukcesję Saeberta. Obaj królowie przyjęli chrześcijaństwo. Przypuszcza się, że żona Raedwalda była wcześniej zamężna z członkiem dynastii z Essex, co czyniłoby z Sigeberta Raedwaldowego pasierba. Ten ostatni nie darzył go wielką miłością i wygnał do Galii, być może, aby chronić swoją linię krwi.

## Wczesne rządy i chrzest
Do ważniejszych wydarzeń z początków władzy należą przybycie Augustyna wraz z misją z Rzymu, chrzest Aethelberta i Saeberta oraz założenie biskupstw w Kencie i Essex.
Beda, relacjonujący chrzest Raedwaldowego syna Eorpwalda w „Historii ecclesiasticae gentis Anglorum'” wspomina, iż Raedwald przyjął sakramenty w królestwie Kentu. Miało to miejsce około roku 604 lub później, prawdopodobnie na zaproszenie Aethelberta, który zapewne był jego sponsorem. Pewna data nie jest znana, ale na pewno miało to miejsce po przybyciu misjonarzy w 597 roku – Św. Augustyn (zm. 605) dokonał otwarcia kościoła w pobliżu Ely, niedaleko Grantebrycge.
W Anglii Wschodniej Raedwaldowy chrzest nie był jednogłośnie akceptowany przez członków dworu, czy rodzinę. Żona oraz pogańscy nauczyciele przekonali króla, aby częściowo wycofał się z zaangażowania dla chrześcijańskiej wiary, efektem czego w świątyni dworskiej stanęły dwa ołtarze – jeden pogański i drugi poświęcony Jezusowi. Barbara Yorke wyjaśnia, iż Raedwald nie mógł całkowicie wyrzec się dawnej wiary, gdyż czyn ów byłby publicznym przyznaniem wyższości Aethelbertowi. Ten postępek wywołał niechęć Bedy, uważającego Raedwalda za odstępcę od wiary.

## Wojna z Nortumbrią

### Wygnanie Edwina
Aethelfrith z Bernicji pojął za żonę Achę z Deiry, córkę króla Aelli, a następnie ruszył za wygnanym szwagrem Edwinem, chcąc upewnić się, iż rządy Bernicji nad całą Nortumbrią pozostaną niezachwiane. Edwin zdążył zadomowić się na dworze Cearla z Mercji – ożenił się nawet z jego córką. Jednak wówczas zamordowany został siostrzeniec Edwina, Hereric, będący na wygnaniu w królestwie Elmetu. Edwin zbiegł z dworu i rozpoczął tułaczkę po wielu królestwach, aż wreszcie trafił pod opiekę Raedwalda.
Król Anglów przyjął wygnańca, obiecał opiekę oraz miejsce przy palenisku. Dowiedziawszy się o tym, Aethelfrith zaoferował Raedwaldowi zapłatę w zamian za głowę Edwina, jednak król odmówił. Bernicyjczyk słał posłańców jeszcze dwa razy, oferując większe sumy i grożąc wojną w razie odmowy. Raedwald zmiękł wobec gróźb i przyrzekł zabić lub oddać Edwina ambasadorom.
Szansa na spełnienie obietnicy pojawiła się, gdy zbieg odmówił ucieczki. Jednakże pogańska żona Raedwalda pouczyła męża, iż nie godzi się królowi łamać przysiąg i sprzedawać przyjaciela w potrzebie za złoto. Po odejściu ambasadorów król podjął decyzję o wojnie.

### Bitwa nad rzeką Idle
Raedwald zebrał wielką armię i ruszył na północ, aby zmieść wroga nim zbierze siły. Przemaszerowawszy przez ziemie przyjaznego królestwa Lindsey, armia Anglii Wschodniej natrafiła na siły Bernicji na wschodnim brzegu rzeki Idle. Podczas bitwy zginął zarówno Aethelfrith jak i syn Raedwalda, Raegenhere. Schedę po tym pierwszym przyjął Edwin, zaś synowie pogromionego króla zostali wypędzeni na ziemie Szkotów i Piktów.
Świadectwo bitwy przedstawia Henry z Huntingdon:

Rzeka Idle była splamiona angielską krwią. Król Aethelfrith […], zdziwiony, iż ktoś śmiał mu się oprzeć, lekceważąco poprowadził wybrane i zaprawione w boju oddziały do bardzo odważnej, lecz niezorganizowanej szarży na wroga, mimo że linie Raedwalda były równo rozstawione i straszne, gdy rzucić na nie okiem. Kolczaste hełmami, dzidami i wieloma sztandarami, maszerowały naprzód w trzech szeregach. Przewyższały liczebnie wroga. Jednak król Nortumbryjczyków, popędził nagle przez zbite szwadrony, jak gdyby odnalazł ofiarę, i ubił mieczem Raegenhere'a, królewskiego syna, wraz z całym oddziałem, posyłając ich naprzód przed sobą do piekła. Raedwald bardziej zagniewany niż przestraszony ową rzezią, stał niewzruszony wraz z dwoma liniami ludzi. Nie poddali się Nortumbryjczykom, zaś Aethelfrith, wpadłszy między ich szeregi został oddzielony od własnych ludzi i zabity, padając na zwały wrogich ciał. Po stracie króla cała armia uciekła.

D.P. Kirby wskazuje, że bitwa nie była starciem dwóch królów wywołanym przez wygnanego szlachcica, a raczej „częścią przewlekłego konfliktu, mającego na celu ustanowienie militarnego i politycznego przywództwa nad angielskimi ludami w tamtym czasie”.

## ImperiumRaedwalda
W czasie gdy ścierały się armie Anglów ze Wschodu oraz Bernicji, zmarł król Aethelbert, a na tron Kentu wstąpił jego pogański syn Eadbald. Królestwo Essex po śmierci Saeberta zostało podzielone pomiędzy trzech synów, którzy wygnali biskupa Mellita. Misja w Cantwareburh została przeniesiona do państwa Franków – w tym czasie jedynym chrześcijańskim dworem był ten należący do Raedwalda. Do czasu jego śmierci jednak, misja w Kencie została otworzona na nowo.
Potęga zwycięskiego króla była na tyle wielka, iż Beda uznał go za następcę imperium Aethelberta. Kronikarz obdarzył go tytułem Rex Anglorum (łac. „Król Anglów”), którego współcześni Raedwaldowi używali w odniesieniu do swych zwierzchników. Nie jest pewnym, gdzie znajdowało się centrum jego władzy, ani jak zyskał władzę nad pobratymcami ze wschodniej Anglii.
Dzięki długowi wdzięczności jak miał wobec niego Edwin, Raedwald został pierwszym obcym królem, mającym bezpośredni wpływ na Nortumbrię; przypuszcza się także, iż to dzięki jego poparciu udało się Edwinowi podporządkować Bernicję.

## Gipeswic
W pierwszym dwudziestoleciu VII wieku portowe miasto Gipeswic (dzisiejsze Ipswich) stało się jednym z ważniejszych centrów handlowych – przebiegał przezeń handel wyrobami garncarskimi oraz innymi z nadreńskich ziem Merowińskich Franków. Wiele wskazuje na to, że rozwój osady był wspierany z dworu królewskiego. Choć całe stulecie zabrało Gipeswic rozwinięcie się do poziomu miasteczka, jego początki odzwierciedlają osobistą wagę postaci Raedwalda podczas wieku jego supremacji.

## Śmierć i pochówek w Sutton Hoo

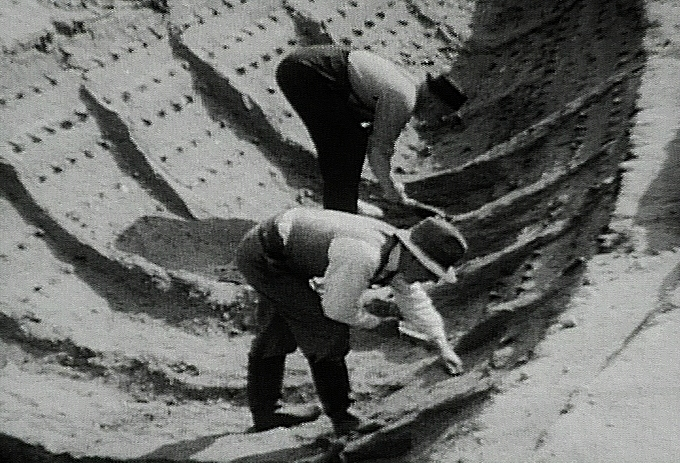
Wykop w Sutton Hoo w 1939 r.

Raedwald zmarł około roku 625 lub 627 z przyczyn nieznanych. Król żył w czasach, gdy dostojników chowano w kurhanach w Sutton Hoo, w pobliżu Woodbridge. Kurhan numer 1, zawierający 27-metrowy statek, w którym znajduje się komnata zawierająca wiele drogich przedmiotów nastręcza trudności w rozpoznaniu głównego „mieszkańca”. Jednakże przepych znajdujących się tam sprzętów, dalekosiężność kontaktów jakie demonstrują, dowodzi, iż osoba tam pochowana lub uczczona musiała być kimś nietuzinkowym. Raedwald jest najpewniejszym kandydatem, pomimo że sugerowano innych. Możliwe, że zakopane skarby odzwierciedlają wielkość trybutu płaconego królowi przez podległych mu władców, w czasach, gdy tytułował się bretwaldem.
Ramy czasowe wskazują, iż osoba ta żyła w czasach Raedwalda. Bogato dekorowane, pozłacane opancerzenie zostało wyprodukowane dla władcy zatrudniającego złotnika, o zdolnościach równie wielkich, lub większych, co w innych europejskich państwach, zaś jego zadaniem było podkreślenie imperialnej potęgi. Śródziemnomorskie wyroby srebrne są unikatowym zbiorem przedmiotów ze współczesnych Raedwaldowi warsztatów w Europie. Misy oraz łyżki, interpretowane jako dary z okazji chrztu, idą w parze z faktem nawrócenia króla.
Rytuał pogrzebania na okręcie oraz silne powiązania pancerza z produkcją ze wschodniej Szwecji okresu Vendel, sugerujące genealogiczne koneksje opisane w poemacie „Beowulf". W ciągu trzydziestu lat od pochówku okolice Sutton Hoo, a zwłaszcza Redlesham, stały się obiektem zainteresowania spadkobierców Raedwalda.
Interpretacja losów królestwa Raedwalda i autorytetu przez pryzmat miejsca pochówku i przedmiotów zeń wydobytych wymagałaby identyfikacji, która nie jest możliwa. Mimo tego, zbiór ów wskazuje na osobę o szerokich kontaktach, wielkiej kulturze i bogactwie, żyjącą w jego czasach. Nie istnieje w angielskiej literaturze żadne adekwatne dzieło opisujące ten okres.

## Inne źródła
- R.L.S. Bruce-Mitford: Aspects of Anglo-Saxon Archæology: Sutton Hoo and other discoveries. Londyn: 1974. Brak numerów stron w książce
- R.L.S. Bruce-Mitford: The Sutton Hoo Ship-Burial. T. 1. Londyn: 1975. Brak numerów stron w książce
- J. Campbell: The Impact of the Sutton Hoo Discovery, in The Anglo-Saxon State. Hambledon & Londyn: Cambridge University Press, 2000, s. 55–83. ISBN 1-85285-176-7.
- D. Dumville: 'Anglo-Saxon England'. T. 5. 1976, s. 23–50.
- N.J. Higham: Rædwald, w M. Lapidge et al. (eds), The Blackwell Encyclopedia of Anglo-Saxon England. Londyn: Blackwell, 1999. ISBN 0-631-22492-0. Brak numerów stron w książce
- Richard Hoggett: The Archaeology of the East Anglian Conversion. Woodbridge, UK: The Boydell Press, 2010, s. 28. ISBN 978-1-84383-595-0.
- D.P. Kirby: The Earliest English Kings. Londyn i Nowy Jork: Routledge, 2000. ISBN 0-415-24211-8. OCLC 48139750. (ang.).
- S. Newton: The origins of Beowulf and the Pre-Viking Kingdom of East Anglia. Cambridge: 1993. Brak numerów stron w książce
- S. Newton: The Reckoning of King Rædwald. Brightlingsea: 2003. Brak numerów stron w książce
- Steven Plunkett: Suffolk in Anglo-Saxon Times. Stroud: Tempus, 2005. ISBN 0-7524-3139-0. Brak numerów stron w książce
- The East Anglian Kings in the seventh century. W: F.M. Stenton: The Anglo-Saxons: Studies presented to Bruce Dickens. Londyn: 1959. Brak numerów stron w książce
- Barbara Yorke: Kings and Kingdoms of Early Anglo-Saxon English. Londyn i Nowy Jork: Routledge, 2002. ISBN 0-415-16639-X. Brak numerów stron w książce